# Augustin Thierry
Jacques Nicolas Augustin Thierry [ejtsd: tierí] (Blois, 1795. május 10. – Párizs, 1856. május 22.) francia történetíró, Amédée Thierry történetíró bátyja.

## Élete
Párizsban végezte tanulmányait, azután tanító lett egy vidéki városban. 1814-ben visszatért Párizsba, ahol Saint-Simon fiává fogadta. 1817-től kizárólag a történelem tanulmányozására adta magát. 1830-ban az Académie des inscriptions et belles-lettres tagjai közé választotta. Récits des temps mérovingiens című, 1840-ben megjelent munkáját az akadémia a nagydíjjal jutalmazta. Élete végén megvakult. Munkáiból Thierry halála után összkiadást rendeztek (Œuvres, 9 kötet Párizs, 1883). Maga Thierry a Recueil des monuments inédits de l'histoire du tiers état kiadásával (Páris 1843-70, 4 kötet) fejezte be tevékeny életét.

## Főbb munkái
- Histoire de la conquête de l'Angleterre par les Normands (Párizs, 1825)
- Lettres sur l'histoire de France (Párizs, 1827, 13. kiad. 1868)
- Dix ans d'études historiques (Párizs, 1834)
- Récits des temps mérovingiens (1840, 2 kötet).
- Essai sur l'histoire de la formation et des progrès du tiers état (tanulmány, 1853)

## Magyarul
- Augustin Thiérry–Claude Henri de Rouvroy comte de Saint-Simonː Az európai társadalom újjászervezéséről / Új kereszténység; ford., bev. Jordáky Lajos; Irodalmi Kiadó, Bukarest, 1969